# ジャン＝ニコラ・パシュ

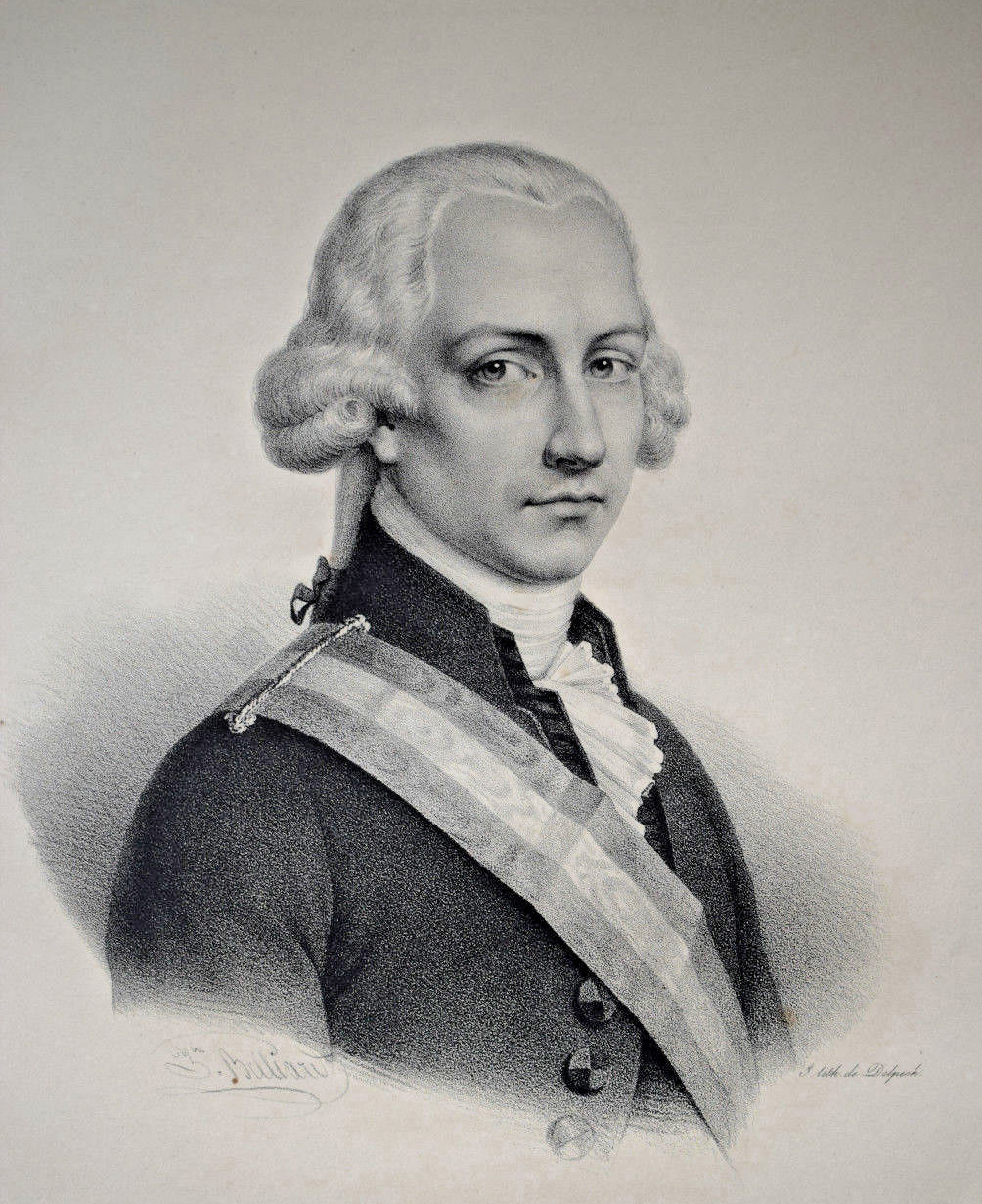
ジャン＝ニコラ・パシュ

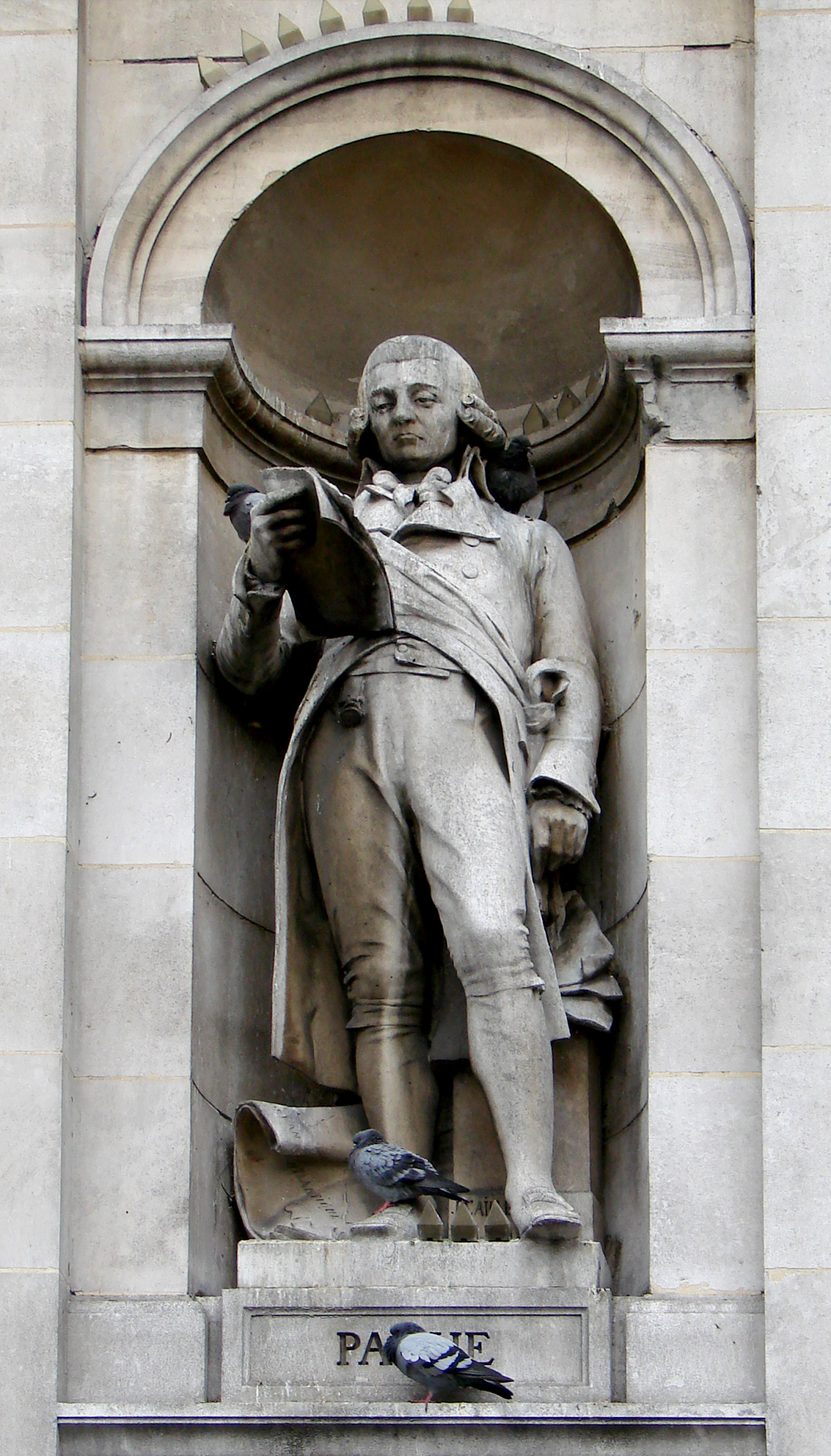
パリ市庁舎にあるパシュの像

ジャン＝ニコラ・パシュ（仏: Jean-Nicolas Pache, アルデンヌ県出身、1746年 – 1823年11月18日）は、フランスの政治家である。

## 経歴
パシュはアルデンヌ県で生まれているが、パリで育ち、スイスの家系を持ち、カストリーズ元帥のホテルのコンシエルジュの息子である。彼はその元帥の子どもたちの家庭教師になり、次いで海軍省の一等書記官、必需品の責任者（munitionnaire général des vivres ）、王室の会計監査官になった。彼の家族とスイスで数年を費やした後、彼は革命の開始時にフランスに戻った。
彼は引き続いて内務省と戦争省で雇われ、1792年9月20日にルクセンブルク局によりパリの第三副請願者に任命された。こうした経緯で通知がもたらされ、彼は1792年10月3日に戦争国務長官に就くことになった。
パシュは彼自身ジロンド派であったが、彼が不適格であるとして彼らの敵愾心を呼び起こした。しかしながら、彼はマラーの支援を受け、彼が戦争省でブールノンヴィルにより更迭された時に（1793年2月4日）、彼はパリ人により市長に選出された。その立場で彼はジロンド派の失墜に貢献した。ジャン＝ニコラ・パシュは1793年4月15日に国民議会で22人の階層的ジロンド派指導者を職務から外す請願を申し立てた最初の人物であるという。彼は嘲笑に遭ったが、コミューンはその22人のジロンド派解任の請願を公表したという。12,000の署名を揃え、それを4月18日に議会へ提出した。その請願は再び議会でジロンド派による嘲笑に遭った。しかしながら、パシュとショーメットは5月31日に議会で抗議行動を起こした。国民軍が出動し議会場に到着する中、議会は脅迫的な集団を鎮めるため最終的に22人の権限移譲を強制された。パシュはまた議会の前の4月18日に、パンの価格の上限に関する請願を持ってきた。コミューンからの脅迫と共に議会に出され、上限価格は5月4日に投票された。6月2日にパシュは憲法問題に注意を向けるようになった。彼は部門宛に部門の彼らが人々を時代のために再び戦うようにするよう要求を書いた。即ち約束された新憲法である。不運にも、彼のエベールとショーメットとの関わりと、ロベスピエールの敵との関わりは、1794年5月10日に彼の逮捕へ繋がった。ジャン＝ニコラ・パシュはより議会寄りのレスコー＝フルーリオにより市長に復職したという。彼の安全は1795年10月25日の恩赦のおかげのみである。1799年のパリの市民病院代理人としての活動の後、彼は公務を引退し、1823年11月18日にティン＝ル＝ムーティエで生涯を終えた。

## 影響
ジャン＝ニコラ・パシュが単独でジロンド派を倒したわけではなかったとはいえ、彼の決定は重要な役割を持っていた。パシュは当時のパリで政治的状況を変革するキーマンであった。 
パシュはまたパリの人々に真の力を与える助けとなった。パリの人々は彼らの要求を通すために議会に強制してまんまと議会の面目を潰し、議会はテルミドールのクーデターがジャコバンクラブとサンキュロットの力を粉砕するまでこの失われた力を回復しようとしなかった。パリの人々はこのことを決して忘れることがなく、「武装した人々」の伝説は、長期にわたってフランスの革命的伝統に影響を及ぼした。「バリケードへの突入」に対するパリ人住民の心構えの中で、19世紀と20世紀を通してである。

## 参照
- L・ピエルキン 『Memoires sur Pache 』（シャルルヴィル、1900年）
- J・M・トンプソン 『The French Revolution 』（オックスフォード、1966年）
- ルイ・マデラン 『The French Revolution 』（ロンドン、1923年）
- デヴィッド・アンドレス 『The Terror 』（ニューヨーク、2005年）
- この記事にはアメリカ合衆国内で著作権が消滅した次の百科事典本文を含む: Chisholm, Hugh, ed. (1911). “Pache, Jean Nicolas”. Encyclopædia Britannica (英語). Vol. 20 (11th ed.). Cambridge University Press. p. 432.

| 公職                                      | 公職                                       | 公職                                        |
| ----------------------------------------- | ------------------------------------------ | ------------------------------------------- |
| 先代 ピエール・アンリ・エレーヌ・トンデュ | 戦争国務長官 1792年10月18日 - 1793年2月4日 | 次代 ピエール・リエル・ド・ブールノンヴィル |